# Meshtastic
Meshtastic — это децентрализованная беспроводная автономная ячеистая сеть, работающая по протоколу LoRa. Основная цель проекта — обеспечение маломощной связи на большие расстояния в нелицензируемых радиодиапазонах. Он предназначен для обмена текстовыми сообщениями и данными в автономных средах и может применяться в проектах Интернета вещей, где необходима децентрализованная система связи без существующей инфраструктуры.
Meshtastic использует одноранговый (P2P) протокол LoRa для формирования ячеистой сети путём повторной передачи сообщений для расширения зоны покрытия. Каждое устройство может подключаться к одному телефону, что позволяет отправлять сообщения в местах, где нет сотовой связи, и делает его полезным не только для отправки сообщений, но и для передачи данных.

## Аппаратное обеспечение
Meshtastic использует аппаратные платы для разработки, такие как ESP32 и nRF52840, которые поддерживают технологии связи LoRa и Bluetooth, а также приёмники GNSS. Эти устройства обеспечивают бесперебойную связь с мобильными приложениями через Bluetooth или Wi-Fi, позволяя передавать сообщения на большие расстояния по ячеистой сети с помощью приемопередатчиков LoRa. Такая настройка идеально подходит для разработки коммуникаторов, не зависящих от традиционной инфраструктуры.

## Использование в России
В России  активно применяется радиолюбителями, туристами и энтузиастами автономной связи. На форумах пользователи обсуждают сборку устройств, выбор оборудования и настройку сети.

## Частотные диапазоны
Meshtastic поддерживает работу в различных частотных диапазонах, в зависимости от региона:
- 433 МГц: Диапазон от 433 до 434 МГц с максимальной эффективной излучаемой мощностью (ERP) +10 дБм. Этот диапазон часто используется в Европе, включая Россию.
- 868 МГц: Диапазон от 869,4 до 869,65 МГц с максимальной ERP +27 дБм. Этот диапазон является наиболее популярным в Европе для использования с Meshtastic.

В России рекомендуется использовать диапазоны 433 МГц и 868 МГц, которые разрешены для использования без лицензии.

## Интеграция с MQTT
Meshtastic поддерживает интеграцию с протоколом MQTT, что позволяет передавать сообщения и данные через интернет. Проект предоставляет публичный MQTT-сервер, к которому можно подключиться с определёнными ограничениями для обеспечения стабильности сети.
Также возможно настроить собственный MQTT-брокер для более гибкой и безопасной работы.

## Применение и сценарии использования
Meshtastic может быть полезен в различных сценариях:
- Организация связи в удалённых районах без сотового покрытия;
- Поиск и спасение людей в чрезвычайных ситуациях;
- Создание автономных сетей для обмена сообщениями и данными;
- Интеграция с системами «умного дома» и IoT-устройствами.

## Внешние ссылки
- Официальный сайт Meshtastic